# کمپ موریا

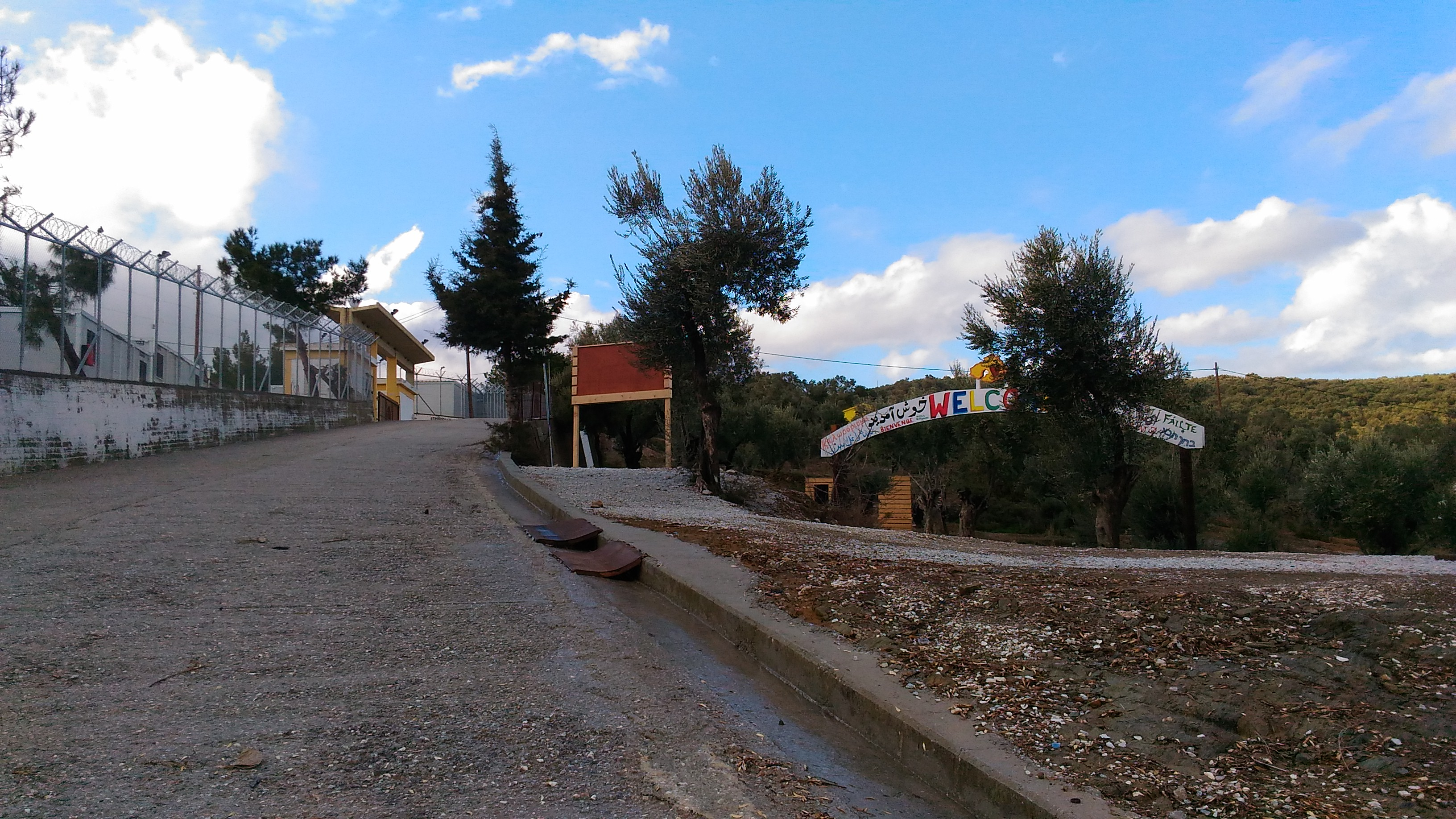

مرکز پذیرش و شناسایی موریا (به یونانی: Κέντρο Υποδοχής και Ταυτοποίησης Μόριας)، معروف به اردوگاه پناهجویان موریا یا فقط «موریا»، بزرگ‌ترین اردوگاه پناهجویان در اروپا بود واقع در خارج از روستای موریا (به یونانی: Μόρια، Mória) نزدیک میتیلن در جزیره لسبوس. این اردوگاه نظامی که با سیم‌های خاردار و حصار پیوند زنجیره ای محصور شده بود، به عنوان «کانون داغ» اتحادیه اروپا عمل می‌کرد. توسط دیده‌بان حقوق بشر به عنوان یک زندان در هوای آزاد توصیف شد.
در اوت ۲۰۱۸، همان‌طور که بی‌بی‌سی گزارش داد، توسط هماهنگ‌کننده میدانی پزشکان بدون مرز «بدترین اردوگاه پناهندگان روی زمین» لقب گرفت. «من را دیده‌اند، هرگز در سطح از درد و رنج ما شاهد در اینجا هر روز» می‌گوید: لوکا فونتانا، MSF لزبوس هماهنگ‌کننده (۷'۴۲) اردوگاه. این به جای اطراف ۳٬۰۰۰ نفر ساخته شده بود، با این حال وجود دارد حدود ۲۰٬۰۰۰ نفر در تابستان سال ۲۰۲۰ در این اردوگاه زندگی می‌کنند که در این بین ۶۰۰۰ تا ۷۰۰۰ نفر کودکان زیر ۱۸ سال هستند.
به دلیل ازدحام زیاد، اردوگاه به یک باغ زیتون مجاور گسترش یافت، معروف به «جنگل موریا»، جایی که محل زندگی موقت بود، به‌طور معمول از پالت و ترپال ساخته می‌شد. مهاجران حدود ۵۰۰۰ درخت زیتون را قطع کردند که برخی از آنها قرن‌ها عمر داشتند تا از آنها به عنوان هیزم استفاده کنند. ساکنان دهکده نزدیک موریا از افزایش جرم و جنایت، از جمله شکستن در خانه، تخریب و غارت خانه‌ها شکایت کرده‌اند.
ژان زیگلر، نایب رئیس کمیته متخصصان مشاور شورای حقوق بشر سازمان ملل، از این اردوگاه که در سال ۲۰۱۹ بازدید کرد، به عنوان «تفریح یک اردوگاه کار اجباری در خاک اروپا» توصیف شد.
در ۸ سپتامبر ۲۰۲۰، آتش‌سوزی در اردوگاه ببیش از ۱۲۰۰۰ پناهجو آسیب رساند، که ممکن است عمداً در اعتراض به اقدامات قرنطینه ای آغاز شده باشد، که پس از کشف موارد مثبت COVID-19 در اردوگاه رخ داد. در ۱۰ سپتامبر، سه کشتی یونانی برای کمک به پناه دادن به مهاجران فرستاده شدند. در ۱۰ سپتامبر، اردوگاه تقریباً به‌طور کامل تخریب شد. بیشتر پناهندگان در خیابان بی خانمان بودند. در جریان اعتراضات خواستار تخلیه، پلیس یونان به سمت آنها گاز اشک آور شلیک کرد.
دولت یونان معتقد است که آتش‌سوزی عمداً توسط مهاجران معترض به دلیل شیوع COVID-19 میان مهاجران در اردوگاه و در قرنطینه قرار گرفتن اردوگاه در قرنطینه قرار گرفته بود در میان مهاجران در اردوگاه، آغاز شده‌است. در شانزدهم سپتامبر سال ۲۰۲۰، چهار مرد افغان به اتهام شروع آتش‌سوزی به‌طور رسمی به اتهام آتش‌سوزی متهم شدند. دو مهاجر خردسال دیگر که گفته می‌شود در آتش‌سوزی نقش داشته‌اند در بازداشت پلیس در سرزمین اصلی بازداشت شده‌اند.
پس از آتش‌سوزی اردوگاه موریا، مرکز پذیرایی بسته و متشکل از پناهجویان و پناهجویان تصویب شد که توسط دولت یونان با تأیید اتحادیه اروپا ساخته شود. این مکان در منطقه Vastria (نزدیک روستای Nees Kydonies) در شمال شرقی لسبوس واقع شده و تا اواخر سال ۲۰۲۱ تکمیل خواهد شد.
وضعیت اسفناک کمپ موریا به دفعات در رسانه‌ها و سازمان‌های حقوق بشری گوشزد شده‌است. اکثر پناهجویان در چادرها و کلبه‌های چوبی بدون حداقل امکانات گرمایشی و سرمایشی زندگی می‌کنند خدمات بهداشتی بسیار ضعیف است و بیماری‌های پوستی مانند گال به شدت در کمپ شایع است. در زمستان شیوع ویروس کرونا دولت یونان بخش زیادی از پناهجویان را از کمپ خارج کرد تا در صورت شیوع کرونا بتواند ان را کنترل کند

## بخش‌های کمپ
اردوگاه پناهجویان موریا که در ابتدا یک پایگاه نظامی قدیمی بود و بعدها تبدیل به کمپ مهاجرین شد
پس از هجوم مهاجرین در سال های۲۰۱۸ و ۲۰۱۹ استقرار چادرها در بیرون از محوطه قانونی کمپ افزایش یافت
هم‌اکنون کمپ موریا به چندین زون تقسیم شده‌است
کمپ هلندی‌ها در شرق و تا شمال کمپ گسترش یافته‌است
جنگل آلمانی‌ها در غرب
لول آزاد (شامل افراد مجرد که غالباً هزاره‌های پاکستان هستند)
لول دو سه و چهار
جنگل بالا که در شمال کمپ و بیرون از کمپ قرار دارد

## نزاع‌ها
از ابتدای سال ۲۰۲۰ هشت مورد قتل در موریا اتفاق افتاده‌است.